# Asociación de Fútbol de las Islas Vírgenes Británicas
La Asociación de Fútbol de las Islas Vírgenes Británicas (en inglés British Virgin Islands Football Association) es el organismo que rige al fútbol en Islas Vírgenes Británicas. Fue fundada en 1974, afiliada a la FIFA y a la CONCACAF en 1996. Está a cargo del Campeonato Territorial de Fútbol de las Islas Vírgenes Británicas, la Selección de fútbol de Islas Vírgenes Británicas y la Selección femenina de fútbol de Islas Vírgenes Británicas además de todas las categorías inferiores.